# Матово-склоподібні гепатоцити

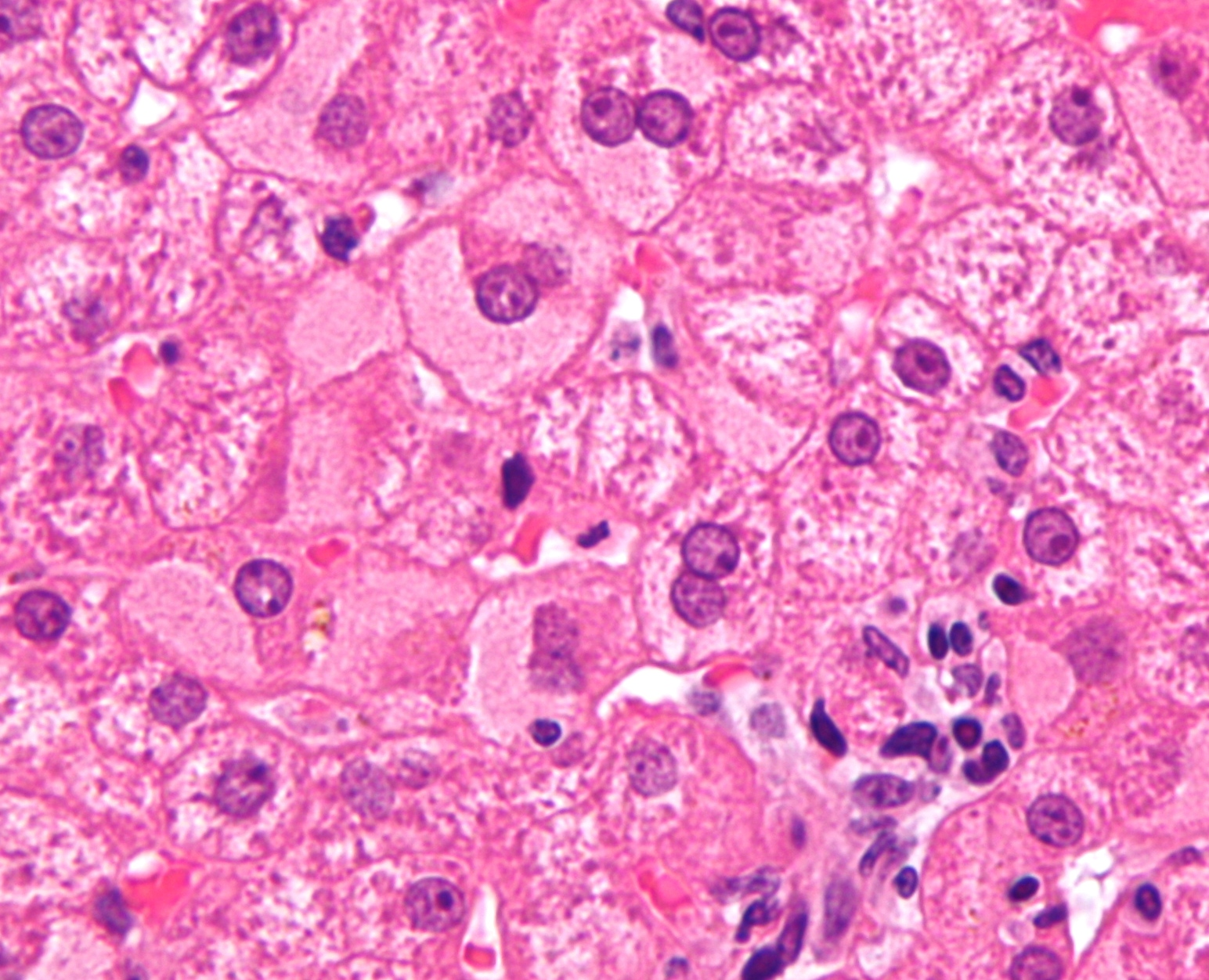
Мікрофотографія що показує матово-склоподібні гепатоцити

Матово-склоподібні гепатоцити (англ. ground glass hepatocyte, GGH) — змінені клітини паренхіми печінки з імлистим і рівномірно тьмяним виглядом цитоплазми при світловій мікроскопії. Рівномірне еозинофільне забарвлення цитоплазми спричинене присутністю антигену
вірусу гепатиту B HBsAg.
Цей вигляд зазвичай пов'язують з великою кількістю антигену у ендоплазматичному ретикулумі, хоча також може виникати чкрез дію деяких ліків. При гепатиті B, матово-склоподібні гепатоцити спостерігаються лише при хронічному перебігу, і не спостерігались при гострому.
Матово-склоподібні гепатоцити були вперше описані Гадзіяннісом та ін..

## Типи МСГ
Розрізняють кілька різних типів МСГ:
- Тип I — морфологічно складаються з МСГ що поодиноко розкидані і слабо позитивні на Pre-S2 імунофарбування.
- Тип II — морфологічно складаються з МСГ що збираються в кластери і негативні на Pre-S2 імунофарбування.

## Додаткові зображення

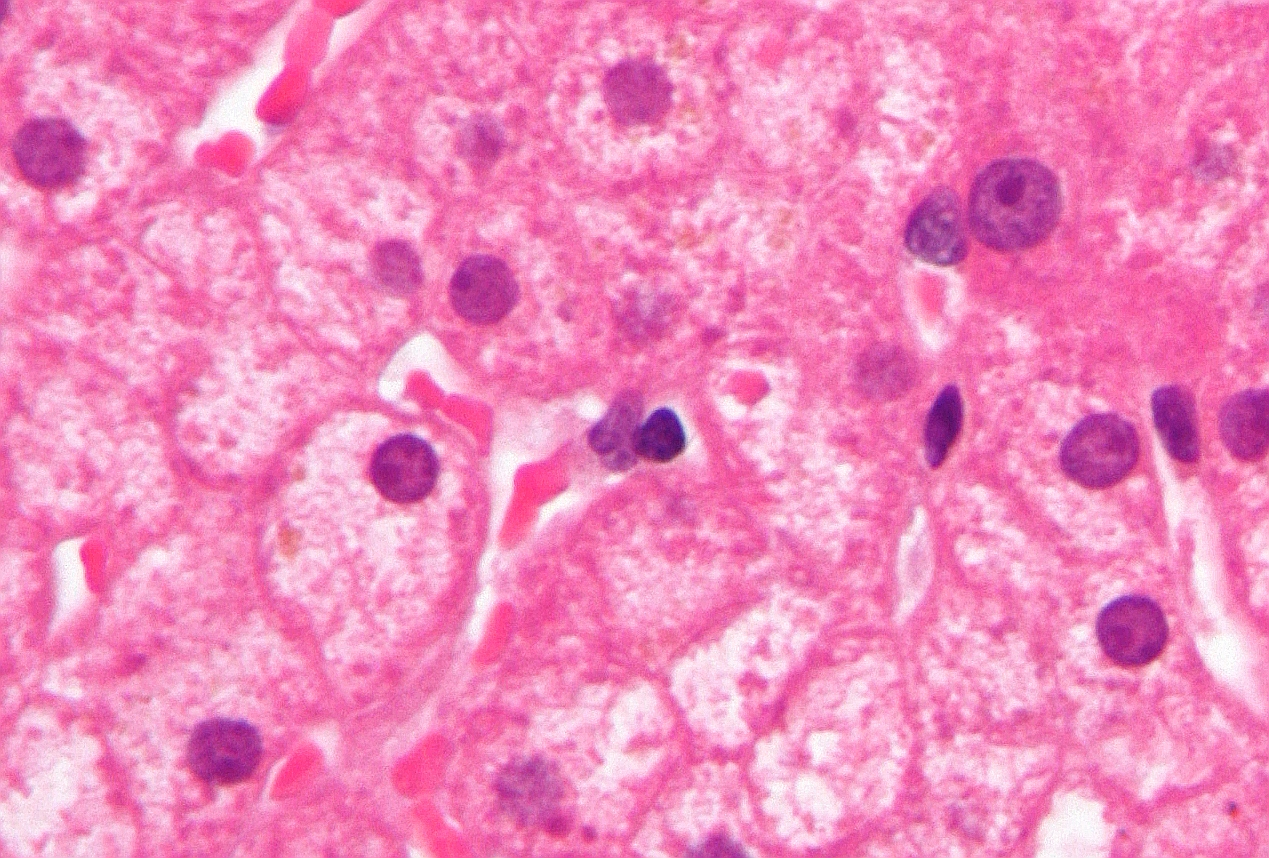
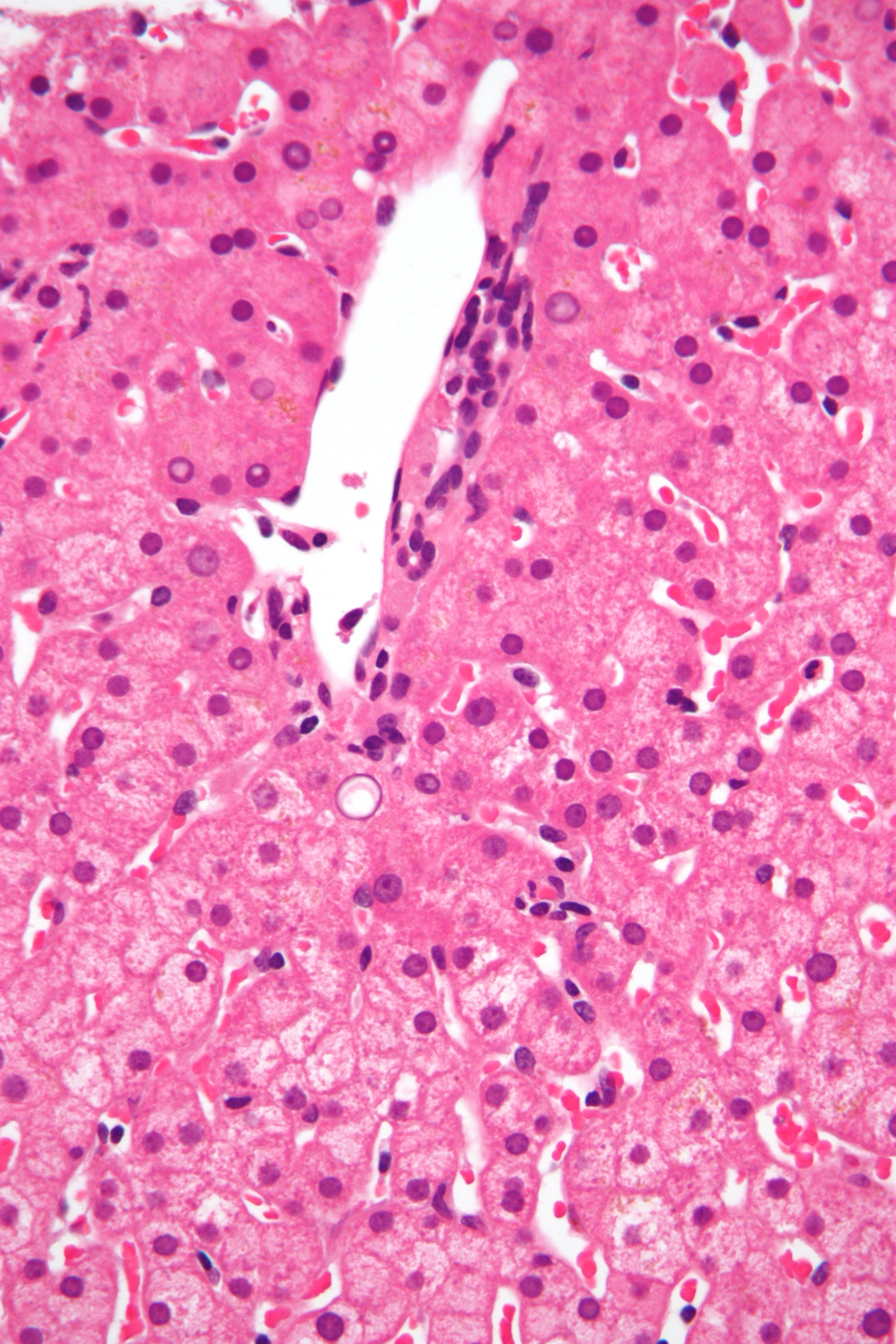
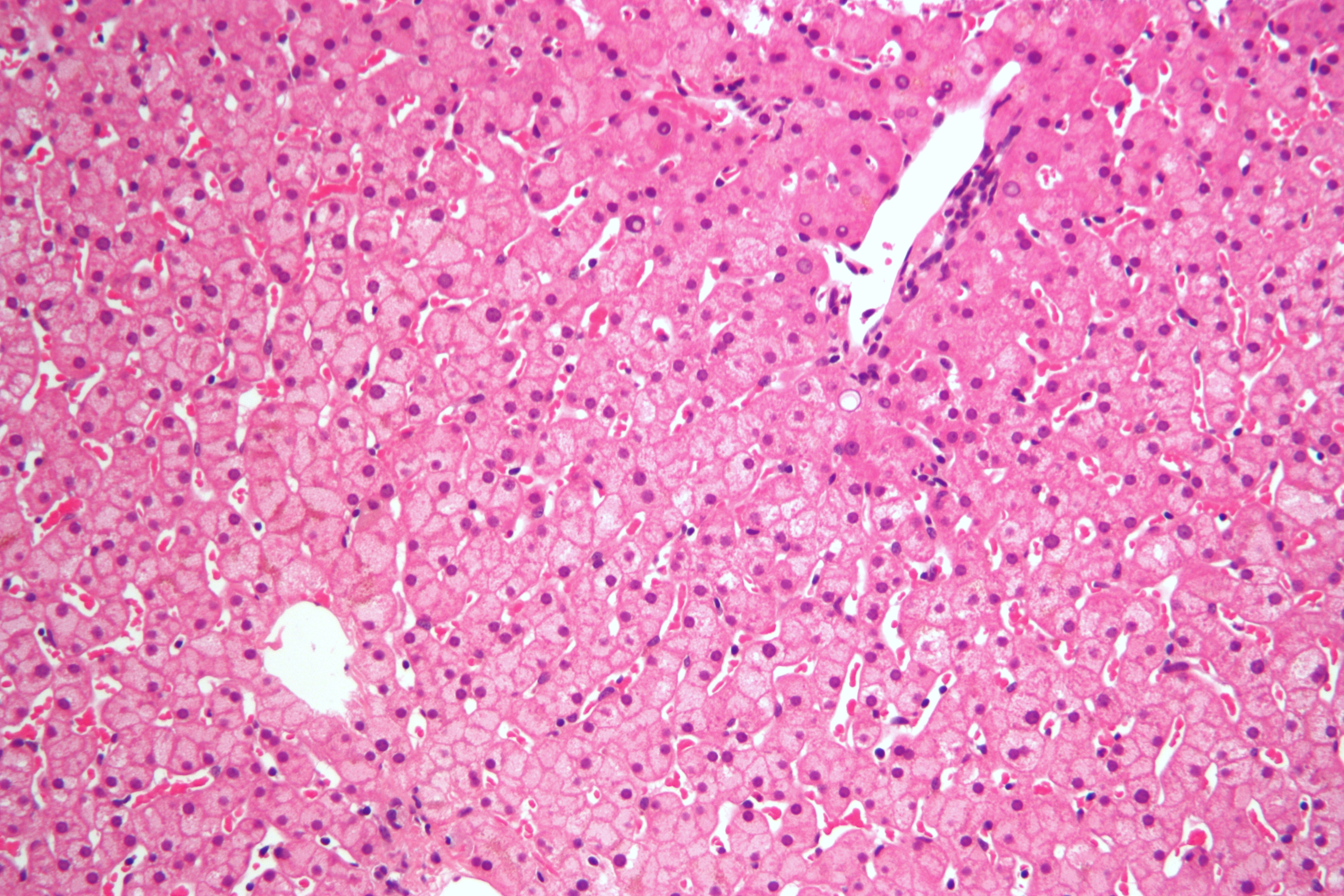

## Зноски
1. ↑  Cohen, C (Aug 1975). "Ground-glass" hepatocytes. S Afr Med J. 49 (34): 1401—3. PMID 1162516.
2. 1 2  Su, IJ; Wang, HC; Wu, HC; Huang, WY (Aug 2008). Ground glass hepatocytes contain pre-S mutants and represent preneoplastic lesions in chronic hepatitis B virus infection. J Gastroenterol Hepatol. 23 (8 Pt 1): 1169—74. doi:10.1111/j.1440-1746.2008.05348.x. PMID 18505413.
3. ↑  Hadziyannis, S; Gerber, MA; Vissoulis, C; Popper, H (Nov 1973). Cytoplasmic hepatitis B antigen in "ground-glass" hepatocytes of carriers. Arch Pathol. 96 (5): 327—30. PMID 4582440.
4. ↑  Wang, HC; Wu, HC; Chen, CF; Fausto, N; Lei, HY; Su, IJ (Dec 2003). Different Types of Ground Glass Hepatocytes in Chronic Hepatitis B Virus Infection Contain Specific Pre-S Mutants that May Induce Endoplasmic Reticulum Stress. Am J Pathol. 163 (6): 2441—9. doi:10.1016/S0002-9440(10)63599-7. PMC 1892360. PMID 14633616. Available at: http://www.pubmedcentral.nih.gov/articlerender.fcgi?tool=pubmed&pubmedid=14633616. Accessed on: September 11, 2009.